# Meuble en carton
 (octobre 2010).
Depuis l'apparition du carton, la technique du mobilier en carton était surtout le fait de designers et d'artistes (cf. les chaises de Frank Gehry, années 1970). Aujourd'hui, elle est pratiquée comme loisir créatif, et se développe également depuis quelques années comme un nouveau métier : les cartonnistes. Ils apprécient de pouvoir créer eux-mêmes leurs meubles, objets usuels ou objets d'art, le carton permettant toutes les fantaisies.

Lampe de salon.
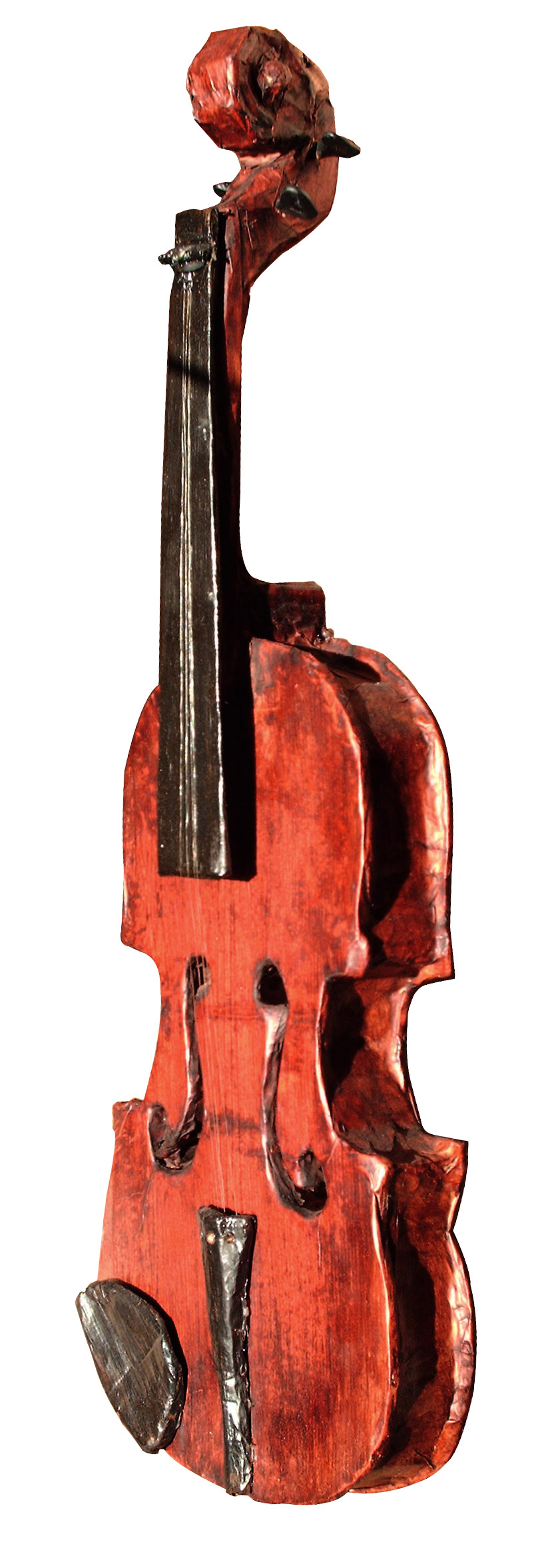
Violon.
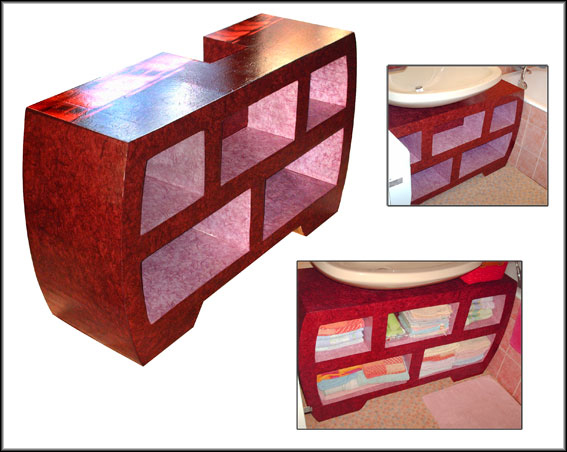
Meuble pour salle de bain.
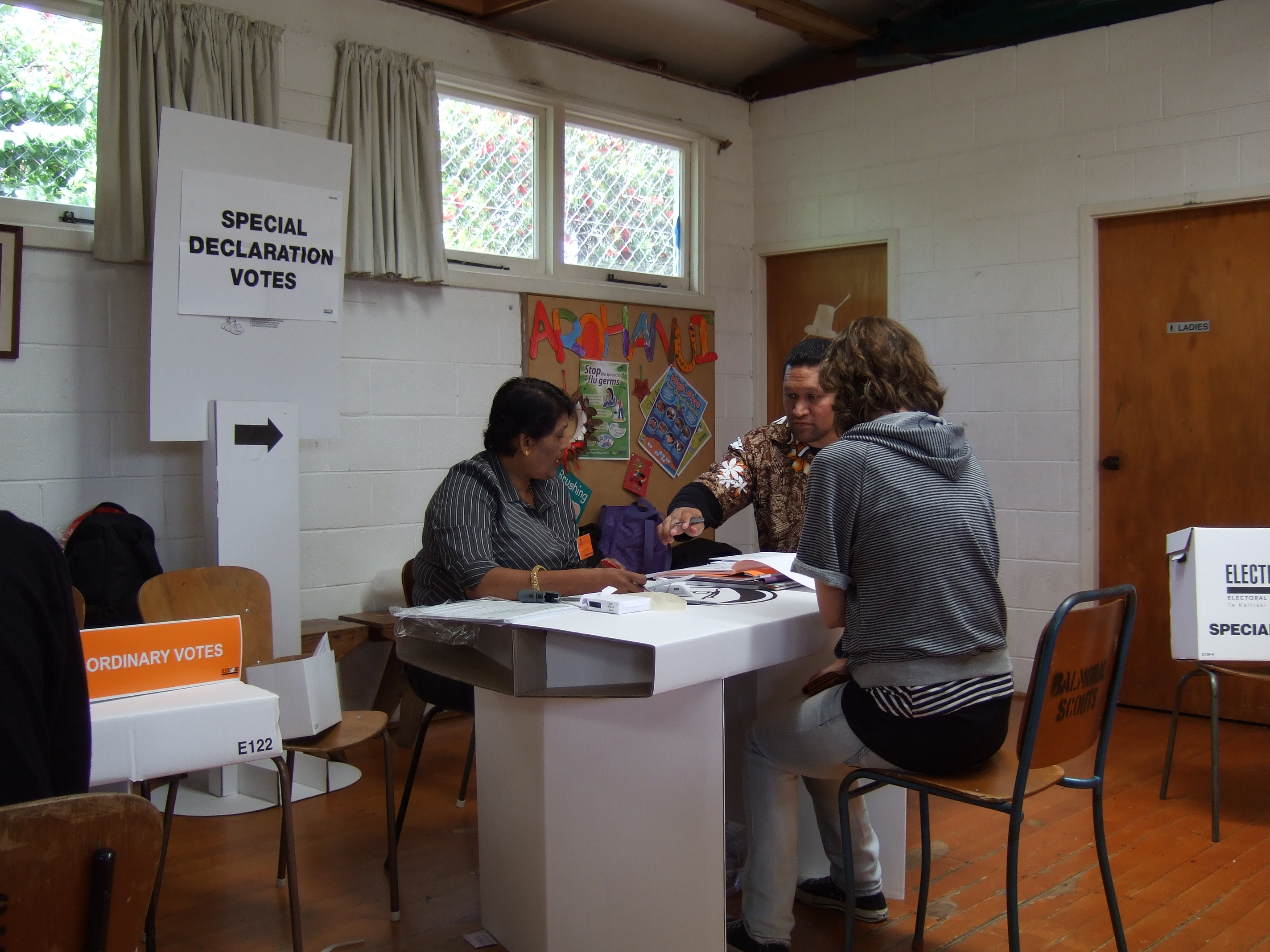
Table en carton utilisée lors des élections législatives néo-zélandaises de 2011.

## Différents types de carton
Les meubles en carton peuvent être construits à partir de plusieurs types de carton :
- Le carton ondulé : Il se compose d'une ou plusieurs feuilles de papier ondulées collées entre deux feuilles de papier planes. Il existe en plusieurs épaisseurs, simple, double ou triple cannelure. Il est facile à récupérer.
- Le carton alvéolaire : Il se compose d'une structure en nid d'abeille placée entre deux feuilles de carton fin.
- Le carton gris : plus dense que les cartons précédents. Il existe en différentes épaisseurs, entre 1 et 3 mm le plus souvent. Il est plutôt utilisé pour renforcer certaines parties exposées des meubles.

Les meubles en carton peuvent être composés d'un seul, ou de plusieurs types de cartons différents.

## Différents types de cartonnistes

### Artisans cartonnistes
Les meubles en carton peuvent être fabriqués par des artisans cartonnistes qui fabriquent des meubles à partir de modèles existants, ou à partir de leurs propres modèles. Les meubles créés par les cartonnistes sont fabriqués de façon artisanale, chaque pièce est découpée et assemblée à la main. Le meuble est rendu résistant grâce à sa méthode de conception. Plusieurs méthodes existent : structure des traverses croisées, méthode contrecollée, méthode des boîtages... Chaque meuble peut être réalisé à partir d'une ou plusieurs de ces méthodes combinées selon le style et la résistance du modèle à créer. Les artisans cartonnistes peuvent créer des meubles sur-mesure pour répondre aux besoins spécifiques de leurs clients.

### Cartonnistes industriels
Les cartonnistes industriels utilisent des machines afin de découper toutes les pièces de carton nécessaires, et effectuer les rainures permettant les pliages. Ils utilisent une table de découpe reliée à un ordinateur, qui travaille sur du carton ondulé ou alvéolaire. Les meubles peuvent ensuite être montés par pliage et emboîtement. Ces meubles sont souvent démontables et légers. Ils sont idéaux pour l'évenementiel.

## Matériel utilisé
Les outils de base utilisés par les artisans cartonnistes pour travailler le carton sont :
- Pour couper le carton : une scie-sauteuse, un cutter, une plaque de coupe

- Pour coller le carton : un pistolet à colle thermofusible, du kraft gommé, de la colle vinylique
- Pour effectuer les mesures : une équerre de menuisier à onglet, une règle grand métallique graduée, un mètre enrouleur
- Pour poncer le carton : une cale à poncer, du papier abrasif, une râpe à bois

## Apprendre à fabriquer des meubles en carton

### Stages de formation
Des ateliers, agréés organismes de formation, dispensent des formations professionnelles de cartonniste, ou des formations "loisir" de très bonne qualité. Un premier meuble en carton peut être réalisé lors d'un stage d'une vingtaine d'heures.

### Ouvrages pour apprendre
Certains ouvrages écrits par des cartonnistes vous permettent de fabriquer votre premier meuble en carton. Il existe également des patrons de meubles de meubles en carton de taille réelle qui permettent de se lancer dans la fabrication de différents modèles.

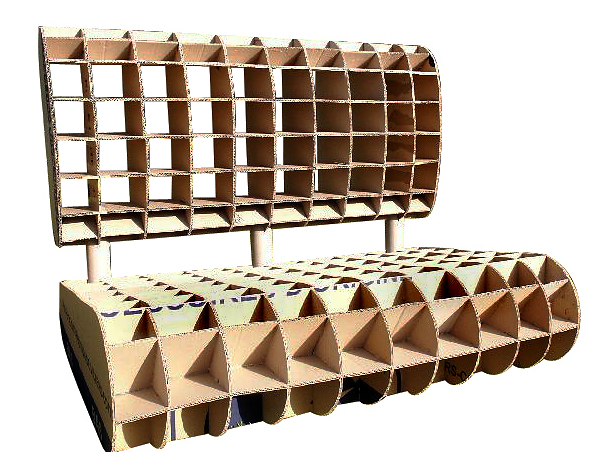
Un meuble en construction.